# ジェラシー (INFINITY16の曲)
「ジェラシー」は、日本の音楽グループINFINITY16の4枚目のシングルである。2008年2月6日発売。発売元はFar Eastern Tribe Records。

## 収録曲
1. ジェラシー welcomez JESSE from RIZE
作詞・作曲：INFINITY16・JESSE、編曲：INFINITY16
2. Dream Lover～Dreaming Mix～ welcomez 湘南乃風, MINMI, MOOMIN
3. ジェラシー [inst]